# Peter van de Kamp
Peter van de Kamp (* 26. Dezember 1901 in Kampen als Piet van de Kamp; † 18. Mai 1995 in Amsterdam) war ein niederländisch-amerikanischer Astronom. Er wurde bekannt durch Untersuchungen an Barnards Stern.

## Leben
Van de Kamp lebte ab 1923 in den USA. Er arbeitete dort zunächst am McCormick Observatory, später am Lick Observatory. 1926 wurde er an der Reichsuniversität Groningen mit der Schrift De zonsbeweging met betrekking tot apparent zwakke sterren promoviert. Danach kehrte er an das McCormick Observatory zurück.
1937 wurde er Direktor des Sproul Observatory des Swarthmore College bei Philadelphia. Hier begann der Astrometrie-Spezialist, der vor allem an der  Bestimmung von Stern-Parallaxen arbeitete, die Bewegung von Barnards Stern zu beobachten. In den 1960er Jahren berichtete er von periodischen Schwankungen („wobbles“) in der Eigenbewegung des Sterns, die er auf einen oder zwei planetare Begleiter mit einer Masse ähnlich unserer Planeten Jupiter und Saturn zurückführte. Später stellte sich heraus, dass die Ursache dieser Schwankungen systematische Instrumentalfehler waren. 1974 postulierte er die Existenz eines unsichtbaren Begleiters beim Stern Epsilon Eridani.
Seit 1966 war er korrespondierendes Mitglied der Königlich Niederländischen Akademie der Wissenschaften.

## Auszeichnungen
- 1979: Der Asteroid (1965) van de Kamp wurde nach Peter van de Kamp benannt.
- 1982: Jules-Janssen-Preis